# Juliette Minces
 (novembre 2017).
Si vous disposez d'ouvrages ou d'articles de référence ou si vous connaissez des sites web de qualité traitant du thème abordé ici, merci de compléter l'article en donnant les références utiles à sa vérifiabilité et en les liant à la section « Notes et références ».
Juliette Minces, née le 18 juillet 1937 à Paris et morte le 24 juin 2021 à Fontenay-le-Comte,, est une sociologue politique et écrivaine française.

## Biographie

### Jeunesse et études
Juliette Minces est issue d'une famille juive polonaise. Elle arrive en France dans les années 1930. Elle est incarcérée pendant deux ans dans le camp de Gurs pendant la Seconde Guerre mondiale.
Adolescente, elle devient membre du Parti communiste français. Elle étudie à l'Institut national des langues et civilisations orientales, où elle apprend le chinois et le russe.
Elle rencontre à l'INALCO Gérard Chaliand, avec qui elle se marie et a un fils, Roc.

### Parcours professionnels
Grande voyageuse, féministe et militante politique et pour la laïcité, son enfance durant la guerre a déterminé une grande partie de ses activités et de ses engagements, notamment, précocement, en tant que "porteuse de valises", avec son mari, durant la guerre d'Algérie.
Se liant à Simone de Beauvoir, son premier texte est publié dans Les Temps modernes. Elle continue d'y être publiée dans les décennies suivantes, ainsi que dans Le Monde diplomatique, Esprit, Hommes et Migrations…

## Prises de position
Les sujets de ses principaux ouvrages sont l'immigration, les enfants issus de l'immigration, les femmes en Islam.
Militante engagée pour les droits de l’Homme depuis son plus jeune âge, Juliette Minces a farouchement milité pour l’indépendance de l’Algérie avec son mari.
Juliette Minces a publié des enquêtes sur les travailleurs immigrés, et a mis en garde contre le communautarisme et le multiculturalisme. Elle a milité au sein d'associations féministes en faveur des femmes algériennes et afghanes. Elle a contribué à la reconnaissance du génocide arménien.

## Principaux ouvrages
- Le Nord, François Maspero, 1967
- Un ouvrier parle, Seuil, 1969
- L'Algérie indépendante (avec Gérard Chaliand), François Maspero, 1972
- Les travailleurs étrangers en France, Seuil, 1973
- L'Algérie de Boumediène (avec Roger Pic), Presses de la Cité, 1978
- Je hais cette France-là, Seuil, 1979
- La femme dans le monde arabe, Mazarine, 1980 - rééd. Pluriel
- La génération suivante, Flammarion, 1986 - rééd. L'Aube 1997 et 2004
- L'Algérie de la révolution, L'Harmattan, 1988
- La femme voilée - L'islam au féminin, Calmann-Lévy, 1990 - rééd. Pluriel, 1992
- État de crise (avec Gérard Chaliand), Seuil, 1993
- Le Coran et les femmes, Pluriel, 1996 - rééd. augmentée 2002
- De Gurs à Kaboul, une vie traversée par l'Histoire (Entretien avec Luc Desmarquest. Postface de Michel Wieviorka), L'Aube, 2015

## Articles
- Réflexions autour du « journal de la Commune étudiante », in Sociologie et contestation, L'Homme et la société, vol. 16, n°1, 1970, pp. 149-159, lire en ligne.